# ام‌وی آرگوبیم
ام‌وی آرگوبیم (به انگلیسی: MV Argobeam) یک کشتی بود که طول آن ۴۲۷ فوت ۱ اینچ (۱۳۰٫۱۸ متر) بود. این کشتی در سال ۱۹۴۵ ساخته شد.